# Anjoma betoho
Anjoma betoho è una città e comune del Madagascar situata nel distretto di Manjakandriana, regione di Analamanga. 
La popolazione del comune rilevata nel censimento 2001 era pari a 3 164 unità.
L'istruzione primaria e secondaria sono disponibili in città. L'agricoltura è la principale occupazione della popolazione, arrivandoa ad occupare il 97% dei censiti, un ulteriore 2% riceve il proprio sostentamento dall'allevamento del bestiame. Le colture principali sono il riso e l'arachide bambara, meno diffusi, ma sempre importanti, sono la manioca e le patate dolci. Nel settore terziario troviamo occupato il restante 1% della popolazione.